# Hwang Il-su
Đây là một tên người Triều Tiên, họ là Hwang.
Hwang Il-su (Hangul: 황일수; sinh ngày 8 tháng 8 năm 1987) là một cầu thủ bóng đá Hàn Quốc thi đấu cho Yanbian Funde ở vị trí tiền vệ.

## Sự nghiệp câu lạc bộ
Hwang và một cầu thủ tuyển cho Daegu FC từ Đại học Dong-A mùa giải 2010. Kể từ đầu mùa giải, anh ra sân thường xuyên cho đội một, có màn ra mắt trước Gwangju Sangmu ngày 27 tháng 2 năm 2010. Hwang ghi bàn thắng chuyên nghiệp đầu tiên trước Gangwon FC ngày 2 tháng 5 năm 2010, và tiếp tục có bàn thắng thứ 2 trong thất bại 1-2 trên sân khách trước Chunnam Dragons ngày 7 tháng 11 năm 2010. Trong mùa giải 2010, anh thi đấu 31 trận ở tất cả các giải, ghi 4 bàn thắng.  Hwang ở lại Daegu năm 2011, và ghi bàn mở màn cho Daegu trong thất bại 2–3 trên sân khách trước Gwangju FC ngày 5 tháng 3 năm 2011.
Hwang chuyển đến đội bóng tại Giải bóng đá ngoại hạng Trung Quốc Yanbian Funde với một bản hợp đồng 2 năm ngày 10 tháng 7 năm 2017.

## Thống kê sự nghiệp câu lạc bộ
Tính đến 5 tháng 11 năm 2011
| Thành tích câu lạc bộ | Thành tích câu lạc bộ | Thành tích câu lạc bộ | Giải vô địch | Giải vô địch | Cúp     | Cúp       | Cúp Liên đoàn | Cúp Liên đoàn | Tổng cộng | Tổng cộng |
| Mùa giải              | Câu lạc bộ            | Giải vô địch          | Số trận      | Bàn thắng    | Số trận | Bàn thắng | Số trận       | Bàn thắng     | Số trận   | Bàn thắng |
| Hàn Quốc              | Hàn Quốc              | Hàn Quốc              | Giải vô địch | Giải vô địch | Cúp KFA | Cúp KFA   | Cúp Liên đoàn | Cúp Liên đoàn | Tổng cộng | Tổng cộng |
| --------------------- | --------------------- | --------------------- | ------------ | ------------ | ------- | --------- | ------------- | ------------- | --------- | --------- |
| 2010                  | Daegu FC              | K League 1            | 25           | 2            | 1       | 0         | 5             | 2             | 31        | 4         |
| 2011                  | Daegu FC              | K League 1            | 27           | 2            | 1       | 0         | 5             | 2             | 33        | 4         |
| Tổng cộng sự nghiệp   | Tổng cộng sự nghiệp   | Tổng cộng sự nghiệp   | 52           | 4            | 2       | 0         | 10            | 4             | 64        | 8         |